# (15370) Kanchi
(15370) Kanchi (1996 NW) – planetoida z pasa głównego asteroid okrążająca Słońce w ciągu 4,53 lat w średniej odległości 2,73 j.a. Odkryta 15 lipca 1996 roku.